# سون (گروه موسیقی)
سِوِن باند یا گروه ۷، یک گروه موسیقی پاپ ایرانی است که اعضای آن، امیر قنادی، آرش قنادی و کیارش پوزشی هستند. این گروه، فعالیت خود را از اواسط دهه ۸۰ شروع کرد.
اعضای این گروه، سابقه بازیگری در سریال زمانه را نیز دارند و آهنگ‌های آن‌ها در این مجموعه، مورد استفاده قرار گرفت. همچنین در برنامه‌های مختلف تلویزیون مانند رادیو هفت، دورهمی و امروزی‌ها و شب آهنگی به اجرای برنامه، پرداخته‌اند.
این گروه سابقه زیادی در حوزه موسیقی دارد و اکثرا قطعات آنان به دل مردم مینشیند و همچنین تبحر زیادی در حوزه اجرای زنده دارند.

## اعضای گروه
آرش قنادی (زادهٔ ۱۰ شهریور ۱۳۵۷ در تهران) سرپرست گروه و ساز تخصصی او کیبورد و آکاردئون است. برادر کوچکتر او، امیر قنادی (زادهٔ ۷ اردیبهشت ۱۳۶۲ در کرج) گیتاریست گروه و کیارش پوزشی (زادهٔ ۹ بهمن ۱۳۵۶ در بندرعباس) نوازندۀ پیانو و کیبورد است. به‌طور عمده امیر قنادی آهنگساز اصلی گروه است و کار تنظیم آهنگ‌ها بر عهده آرش قنادی و کیارش پوزشی است.  علاوه بر ترانه‌سرایی برای کارهای خود و نیز دیگران، آهنگسازی و تنظیم نیز برای دیگر خوانندگان انجام می‌دهند.

## ترانه‌شناسی

### آلبوم‌ها
تا کنون سه آلبوم از این گروه منتشر شده‌است:

#### با تو می‌مونم
| ایران گام، ۱۳۸۷     |              |                        |                        |
| آهنگ                | ترانه‌سرا     | آهنگساز                | تنظیم                  |
| یه لحظه چشماتو ببند | فوژان برقیان | امیر قنادی             | آرش قنادی، کیارش پوزشی |
| واست می‌میرم         | بیژن جوینده  | بیژن جوینده، آرش قنادی | آرش قنادی، کیارش پوزشی |
| تو رو می‌خوام        | کیارش پوزشی  | کیارش پوزشی            | آرش قنادی، کیارش پوزشی |
| بذار دستاتو بگیرم   | کیارش پوزشی  | کیارش پوزشی            | آرش قنادی، کیارش پوزشی |
| صدا                 | امیر قنادی   | امیر قنادی             | آرش قنادی، کیارش پوزشی |
| دروغگو              | امیر قنادی   | امیر قنادی             | آرش قنادی، کیارش پوزشی |
| پریا                | کیارش پوزشی  | امیر قنادی             | آرش قنادی، کیارش پوزشی |
| ستاره               | امیر قنادی   | امیر قنادی             | آرش قنادی، کیارش پوزشی |
| با تو می‌مونم        | آرش قنادی    | آرش قنادی              | آرش قنادی، کیارش پوزشی |
| کوچه                | امیر قنادی   | امیر قنادی             | آرش قنادی، کیارش پوزشی |

آهنگ‌های «ستاره» و «واست میمیرم» که موجب به شهرت رسیدن گروه شد، دو سال پیش از انتشار آلبوم به صورت تک‌آهنگ منتشر شده بود.

#### دوست دارم
این آلبوم پس از چهار سال انتظار برای مجوز در ۱۳۹۲ منتشر شد.
| ایران گام، ۱۳۹۲      |                                        |                         |                        |
| آهنگ                 | ترانه‌سرا                               | آهنگساز                 | تنظیم                  |
| نفس                  | علیرضا پیروزی، نگار نریمان             | امیر قنادی              | آرش قنادی، کیارش پوزشی |
| خواهش                | علیرضا پیروزی                          | امیر قنادی              | آرش قنادی، کیارش پوزشی |
| دوست دارم            | امیر قنادی، کیارش پوزشی ،علیرضا پیروزی | امیر قنادی              | آرش قنادی، کیارش پوزشی |
| من بی تو می‌میرم      | کیارش پوزشی، علیرضا پیروزی             | امیر قنادی، کیارش پوزشی | آرش قنادی، کیارش پوزشی |
| نرو خواهش می‌کنم      | علیرضا پیروزی                          | امیر قنادی              | آرش قنادی، کیارش پوزشی |
| هر چی می‌گم دوست دارم | امیر قنادی                             | امیر قنادی              | آرش قنادی، کیارش پوزشی |
| یه راهی پیش روم بذار | مریم اسدی                              | امیر قنادی، آرش قنادی   | آرش قنادی، کیارش پوزشی |
| همش به تو فکر می‌کنم  | علیرضا پیروزی                          | امیر قنادی              | آرش قنادی، کیارش پوزشی |
| عشق من               | کیارش پوزشی                            | کیارش پوزشی             | آرش قنادی، کیارش پوزشی |

همراه آلبوم، یک دی‌وی‌دی شامل موزیک‌ویدیوهای «یه راهی پیش روم بذار»، «نرو خواهش می‌کنم»، «ستاره» و «واست می‌میرم» هم منتشر شد.

#### دنیای بعد تو
| موسسه فرهنگی هنری آوای دوران، ۱۳۹۶ |                   |                          |                        |
| آهنگ                               | ترانه‌سرا          | آهنگساز                  | تنظیم                  |
| دیره                               | علیرضا پیروزی     | امیر قنادی               | آرش قنادی، کیارش پوزشی |
| دنیای بعد تو                       | علیرضا پیروزی     | امیر قنادی               | مسعود فولادی           |
| می‌خوام ببینمت                      | علیرضا پیروزی     | امیر قنادی               | آرش قنادی، کیارش پوزشی |
| من عاشقت می‌شم                      | علیرضا پیروزی     | امیر قنادی               | آرش قنادی، کیارش پوزشی |
| مثل یه مرد                         | علیرضا پیروزی     | امیر قنادی،علیرضا پیروزی | آرش قنادی، کیارش پوزشی |
| دیوونه                             | علیرضا پیروزی     | امیر قنادی               | مسعود فولادی           |
| تنهاترین                           | علیرضا پیروزی     | امیر قنادی               | آرش قنادی، کیارش پوزشی |
| اولین عشق                          | علیرضا پیروزی     | امیر قنادی               | آرش قنادی، کیارش پوزشی |
| حواسم به توئه                      | عاطفه ابراهیم‌تبار | امیر قنادی               | آرش قنادی، کیارش پوزشی |
| دوست‌داشتنی                         | علیرضا پیروزی     | امیر قنادی               | آرش قنادی، کیارش پوزشی |
| ادعا                               | علیرضا پیروزی     | امیر قنادی               | آرش قنادی، کیارش پوزشی |

قطعات «ادعا»، «اولین عشق»، «دیره» و «دنیای بعد تو» پیش از انتشار آلبوم به صورت تک‌آهنگ منتشر شده بودند.

### تک‌آهنگ‌ها[۱۰]
| نام آهنگ                           | ترانه‌سرا                                    | آهنگ‌ساز     | تنظیم‌کننده              | سال انتشار |
| ---------------------------------- | ------------------------------------------- | ----------- | ----------------------- | ---------- |
| آسمونی                             | افشین یداللهی                               | امیر قنادی  | آرش قنادی، کیارش پوزشی  | ۱۳۹۱       |
| زمانه                              | افشین یداللهی                               | امیر قنادی  | آرش قنادی، کیارش پوزشی  | ۱۳۹۱       |
| احساس شک                           | افشین یداللهی                               | امیر قنادی  | آرش قنادی، کیارش پوزشی  | ۱۳۹۱       |
| اعتراف                             | علیرضا پیروزی                               | امیر قنادی  | آرش قنادی، کیارش پوزشی  | ۱۳۹۱       |
| همدست                              | افشین یداللهی                               | امیر قنادی  | آرش قنادی، کیارش پوزشی  | ۱۳۹۱       |
| باور                               | علیرضا پیروزی                               | امیر قنادی  | آرش قنادی، کیارش پوزشی  | ۱۳۹۲       |
| ادعا                               | علیرضا پیروزی                               | امیر قنادی  | امیر قنادی، کیارش پوزشی | ۱۳۹۳       |
| اولین عشق                          | علیرضا پیروزی                               | امیر قنادی  | آرش قنادی، کیارش پوزشی  | ۱۳۹۴       |
| دیره                               | علیرضا پیروزی                               | امیر قنادی  | آرش قنادی، کیارش پوزشی  | ۱۳۹۵       |
| دنیای بعد تو                       | علیرضا پیروزی                               | امیر قنادی  | مسعود فولادی            | ۱۳۹۶       |
| حالم خرابه                         | حمیدرضا نصراللهی                            | امیر قنادی  | آرش قنادی، کیارش پوزشی  | ۱۳۹۶       |
| ای داد                             | علیرضا پیروزی، حمیدرضا نصراللهی، امیر قنادی | امیر قنادی  | آرش قنادی، کیارش پوزشی  | ۱۳۹۷       |
| دلباخته                            | امیر قنادی، حمیدرضا نصراللهی، علیرضا پیروزی | امیر قنادی  | آرش قنادی، کیارش پوزشی  | ۱۳۹۷       |
| وقت و بی وقت                       | علیرضا پیروزی، حمیدرضا نصراللهی             | امیر قنادی  | آرش قنادی، کیارش پوزشی  | ۱۳۹۸       |
| تو                                 | حمیدرضا نصراللهی                            | امیر قنادی  | آرش قنادی، کیارش پوزشی  | ۱۴۰۰       |
| ای داد (ورژن جدید)                 | علیرضا پیروزی، حمیدرضا نصراللهی، امیر قنادی | امیر قنادی  | آرش قنادی، کیارش پوزشی  | ۱۴۰۰       |
| منو بشناس (به همراه هنرمندان دیگر) | احمد امیرخلیلی                              | فرزاد فرزین | بهروز صفاریان           | ۱۴۰۰       |
| تقصیر من نیست                      | علیرضا پیروزی                               | امیر قنادی  | آرش قنادی، کیارش پوزشی  | ۱۴۰۱       |
| برادر                              | علیرضا پیروزی                               | امیر قنادی  | کیارش پوزشی             | ۱۴۰۱       |
| نشد بیام                           | علیرضا پیروزی                               | امیر قنادی  | آرش قنادی، کیارش پوزشی  | ۱۴۰۲       |

### آهنگسازی و تنظیم برای دیگران
| نام آهنگ        | خواننده    | ترانه‌سرا      | آهنگ‌ساز               | تنظیم‌کننده             | میکس و مستر |
| --------------- | ---------- | ------------- | --------------------- | ---------------------- | ----------- |
| خالکوبی         | حمید عسکری | امین بامشاد   | آرش قنادی             | آرش قنادی              |             |
| خالکوبی         | هنگامه     | امین بامشاد   | آرش قنادی             | آرش قنادی، کیارش پوزشی | رامین زمانی |
| چه دنیای عجیبیه | مهسا ناوی  | امیر قنادی    | امیر قنادی، آرش قنادی | آرش قنادی، کیارش پوزشی | پیام شمس    |
| نزدیک میشم      | مهسا ناوی  | مونا برزویی   | آرش قنادی             | پیام شمس               | پیام شمس    |
| نوازش           | مهسا ناوی  | علیرضا پیروزی | آرش قنادی             | آرش قنادی، کیارش پوزشی | پیام شمس    |